# Jurij Kudinov
Jurij Vladimirovič Kudinov (in russo Юрий Владимирович Кудинов?; Volgograd, 27 febbraio 1979) è un nuotatore kazako, precedentemente russo, specializzato nel nuoto di fondo.

## Carriera
Fortemente specializzato nei 25 km di fondo ha vinto, per 5 volte, il titolo mondiale. Dal 2012 gareggia per il Kazakistan.

## Palmarès
- Mondiali

Fukuoka 2001: oro nei 25 km.
Barcellona 2003: oro nei 25 km.
Melbourne 2007: oro nei 25 km.
- Mondiali in acque libere

Honululu 2000: oro nei 25 km.
Sharm el-Sheikh 2002: oro nei 25 km.
Dubai 2004: argento nei 25 km.
Siviglia 2008: bronzo nei 25 km.
- Europei

Berlino 2002: oro nei 25 km.